# Tiberius Sempronius Gracchus
Tiberius Sempronius Gracchus (163 př. n. l. - 133 př. n. l.) byl římským politikem a tribunem lidu s politickou příslušností k populares. Otcem byl plebej stejného jména z rodu Semproniů z větve Gracchů, matkou byla Cornelia z rodu Scipiů, dcera Scipia Africana, římského vojevůdce a vítěze nad Hannibalem.

## Vojenská kariéra
Tiberius byl jeden ze dvanácti sourozenců, ze kterých však přežili pouze tři. Krátce po dosažení dospělosti sloužil v Africe pod Scipiem Africanem mladším ve třetí punské válce. V roce 137 byl zvolen kvestorem a povolán do služby pod Gaiem Mancinem při jeho tažení proti Numanťanům, kde se vyznamenal pomocí při vyjednání míru a záchraně dvaceti tisíc římských životů.

## Politická kariéra a pozemková reforma
Po návratu z Hispánie byl Tiberius roku 133 př. n. l. zvolen tribunem lidu a v této funkci sepsal svou pozemkovou reformu. Vycházel při její tvorbě z Liciniova zákona, vydaného v roce 366 př. n. l., který občanům zakazoval vlastnictví větší výměry půdy než 500 juger (tehdejší ekvivalent 310 akrů; rodiny byly omezeny 1000 jugery). Tiberius připojil dodatek, že synové majitele půdy mohou vlastnit ještě polovinu z této rozlohy, zatímco zbylé polnosti měli rozdělit nemajetným tři voleni úředníci, měnící se po roce. Doplněný zákon nepředložil pod svým jménem, ale pod jménem svých vlivnějších spojenců, bratří Scaevolových.
Důvodů k takovému vyvlastnění půdy jak za Licinia, tak především za Tiberia Graccha, nacházíme několik. V první řadě tu byla snaha odměnit vysloužilé vojáky. Ti se po skončení tažení zpravidla potulovali bez jakékoliv možnosti uplatnění a působili problémy. Neméně významná byla potřeba vytvořit budoucí základ pro další odvedence, neboť jen vlastníci půdy a patriciové mohli tehdy sloužit v armádě.
V neposlední řadě za vyvlastněním stála snaha omezit moc politických konkurentů, optimátů, zpravidla bohatých patricijů, kteří byli nezřídka také vlastníky půdy.
A oponenti se také rozhodli proti vyvlastnění vystoupit. Druhým tribunem lidu byl v té době Marcus Octavius, rovněž bohatý patricij a vlastník půdy. Marcus využil intercese neboli práva veta a donutil Tiberia zákon o pozemkové reformě stáhnout. Tiberius pod tlakem okolností sáhl k bezprecedentnímu kroku a nechal lid hlasovat o platnosti úřadu tribuna lidu Marca Octavia. Lid v hlasování Marca odvolal, což nemělo v římském právu oporu. Dalším, kdo takto omezil úřad tribuna lidu a jeho právo veta, byl diktátor Lucius Cornelius Sulla.
Po odvolání Marca Octavia obešel Tiberius senát a nechal lid schválit svůj pozemkový zákon, tentokrát však již bez kompenzací za vyvlastnění půdy. Lid zákon schválil a do tříčlenné komise jmenoval Tiberia s jeho bratrem Gaiem, spolu se senátorem Appiem Claudiem, který reformu podporoval. Po tomto kroku byla Tiberiova obliba u senátorů velmi nízká a objevily se první výhrůžky smrtí.
V Tiberiově době existovaly velké lány půdy, které byly svými majiteli opuštěné. Důvodem byl levný import z kolonií, který zaplavil římský trh a srazil ceny. Místní rolníci těmto cenám nemohli konkurovat, proto svou půdu opouštěli a stěhovali se do města, kde zvětšovali masu bezprizorního proletariátu. Uvolněnou půdu pak skupovali za nízkou cenu velkostatkáři. To Tiberius viděl jako další důvod pro svou pozemkovou reformu, ale později si uvědomil, že samotná reforma svůj účel nemůže splnit, neboť z výše uvedených důvodů chyběl zájem o půdu. Rozhodl se tedy zvýšit počty zájemců finančními pobídkami.
Téhož roku zemřel pergamský král Attalus III a ustanovil Řím svým dědicem. Tiberius opět překročil své pravomoci a připravil bez vědomí senátu zákon, který měl Attalovy peníze rozdělit mezi nové vlastníky půdy pro potřeby kultivace půdy a zvelebení farem a určit, co bude s původními Attalovými poddanými, žijícími v Pergamu. Senátu tak uzmul i pravomoc rozhodovat ve věcech zahraniční politiky a diplomacie. Senátory tím velice rozezlil – musel využít všechen svůj řečnický um, aby přesvědčil alespoň své podporovatele.

## Konec úřadu a smrt
Protože výhrůžky se stupňovaly a Tiberius věděl, že po skončení tribunátu vyhasne i jeho politická imunita daná úřadem, rozhodl se usilovat o znovuzvolení, což byl další bezprecedentní krok, kterého se dopustil. Nic takového nemělo v římské historii obdoby, ba ani oporu v římském právu. Proto Tiberius zvolil strategii, která mu měla zajistit znovuzvolení i za takovéto situace. V několika proslovech předeslal, že omezí požadovaný věk pro odvod do armády, který v té době byl ustanoven mezi 17 a 46 rokem života. Dále přislíbil změny soudního systému, kde by v porotě mohl zasedat i lid. Veškeré jeho snahy mířily k omezení moci senátu, čímž boural po staletí zažitá pravidla.
Ve volbách měli zpočátku navrch optimáti, protože 31 z 35 obvodů (tribes) leželo v zemědělských oblastech a volby se konaly v době sklizně, tudíž mnoho Tiberiových podporovatelů nemělo čas se dostavit. Jeho podporovatelé v senátu zablokovali další jednání do příštího dne, aby mu koupili víc času. Tiberius pronesl ještě poslední projev, kde vyzýval své stoupence, aby ho podpořili a umlčeli protivníky. To nakonec rozhodlo v jeho prospěch. Druhý den ho při cestě ke Kapitolu vítali jeho příznivci. V Kapitolu se mezitím roznesla zpráva, že se Tiberius chce stát králem, což přimělo většinu senátorů, aby se ozbrojili vším, co bylo po ruce, a pod vedením Publia Scipiona Nasiky vyrazili proti Tiberiovi a jeho podporovatelům. V následné bitce zemřel nejen Tiberius Gracchus, ale i víc než stovka jeho podporovatelů i odpůrců.

## Následné události
Po smrti bylo Tiberiovo tělo spolu s těly svých mrtvých podporovatelů vhozeno do řeky Tibery, a to napříč všem žádostem jeho bratra Gaia, který ho chtěl pohřbít podle římských zvyklostí.
Vzhledem k faktu, že pozemková reforma sama o sobě nebyla v rozporu s právem, ponechal senát pozemkovou reformu v platnosti a agrární komise zůstala v úřadě. Půda se dále rozdělovala a byly vytyčeny pozemky. Tato půda zpravidla původně patřila Italikům, což vedlo k povstání vůči Římu. Scipio Aemilianus se pokusil zjemnit dopady reformy a prosadil usnesení, jímž byla agrární komisi odňata právní svrchovanost a navrácena senátu.
O deset let později, roku 123 př. n. l. se stal tribunem lidu Tiberiův bratr Gaius Sempronius Gracchus, který ideově na svého bratra navázal.

## Tiberiova řeč k lidu
I divoká zvířata žijící v Itálii mají svá doupata a pelechy, ale lidé, bojující a umírající za Itálii, nemají kromě vzduchu a světla nic. Jsou bez přístřeší a zbaveni stálého bydliště, potulují se i s ženami a dětmi. Vojevůdcové klamou své vojáky, když je přemlouvají, aby bojovali za hroby předků a za chrámy, zatímco mnoho Římanů nemá ani oltáře ani pohřebiště předků. Nazývají je vládci, ale oni nevládnou ani kousku vlastní půdy.